# 산업재해보상보험재심사위원회
산업재해보상보험재심사위원회(産業災害補償保險再審査委員會)는 산업재해보상보험심사위원회의 심사 청구에 대한 결정에 불복하는 자에 대한 재심사 청구를 소관하는 대한민국 고용노동부의 소속기관이다. 1964년 1월 1일 발족하였으며, 세종특별자치시 법원로 82에 위치하고 있다. 위원장은 임기제공무원으로 보한다.

## 설치 근거
- 「산업재해보상보험법」 제107조제1항[1]

## 연혁
- 1964년 1월 1일: 노동청 소속으로 산업재해보상보험심사위원회 설치.
- 1971년 1월 1일: 사무국 설치. 위원 수를 7명으로 증원.
- 1981년 4월 8일: 노동부 소속으로 변경.
- 1993년 11월 6일: 위원 수를 15명으로 증원.
- 2000년 7월 1일: 위원 수를 30명으로 증원.
- 2008년 7월 1일: 위원 수를 60명으로 증원.
- 2010년 7월 5일: 고용노동부 소속으로 변경.

## 조직

### 위원
- 60명 이내의 위원으로 구성하며 1명은 위원장을, 2명은 상임위원으로 한다.[2]
- 위원 중 2/5는 근로자단체 및 사용자단체가 추천하는 사람으로 구성한다. 이 경우 그 수는 동수로 한다.[3]
- 위원은 고용노동부 장관의 제청으로 대통령이 임명한다. 다만, 고용노동부 소속 3급직 또는 고위공무원단에 속하는 일반직공무원 중에서 한 명은 고용노동부 장관에 의한 당연직 위원이 된다.[4]
- 위원의 임기는 3년이며, 연임할 수 있다.[5]

### 하부조직
사무국

## 같이 보기
- 산업재해보상보험
- 근로복지공단
  - 산업재해보상보험심사위원회
- 중앙노동위원회
- 고용보험심사위원회
- 최저임금위원회